# China poblana

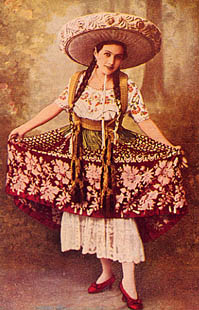
China poblana.

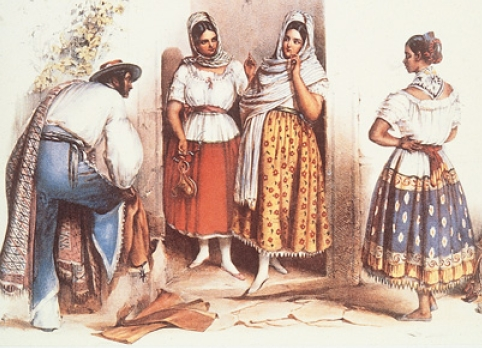
Poblanas, en una viñeta del. A la izquierda, un chinaco.

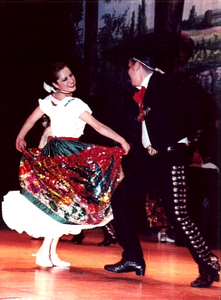
China poblana y charro bailando el jarabe tapatío

China poblana o Saemi San es un término que se refiere a dos cuestiones de la cultura de México que han quedado relacionadas aparentemente desde finales del siglo XIX. En su sentido más amplio y común, es el nombre de lo que se considera el traje típico de las mujeres del Estado de Puebla, aunque en realidad era solo propio de algunas zonas urbanas en el centro y sureste del país, antes de su desaparición en la segunda mitad del siglo XIX.
En un sentido más restringido, es el apodo de una esclava asiática muerta perteneciente a un linaje noble de la India, cuyo nombre fue Mirra, a quien se atribuyó desde el Porfiriato la creación de dicho traje de china, (téngase en cuenta que en esta época era común utilizar el término 'chino' para referirse a personas de ascendencia asiática, independiente de su origen étnico real). La hipótesis, sin embargo, ha sido puesta en duda por muchos autores. Luego de ser convertida al catolicismo en Cochín —ciudad india de donde fue raptada por unos piratas portugueses—, a Mirra le fue impuesto el nombre de Catarina de San Juan, nombre con que se conoció en la Angelópolis donde sirvió como esclava, contrajo matrimonio y tomó los hábitos. A su muerte, Catarina de San Juan fue enterrada en la sacristía del Templo de la Compañía de Jesús en Puebla, en la que popularmente se conoce como Tumba de la China Poblana.

## Leyenda de la China Poblana

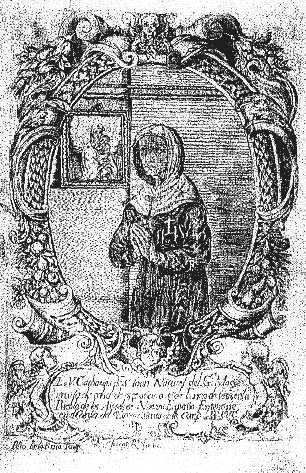
Catarina de San Juan, en un grabado del.

La leyenda cuenta que a pedido de Diego Carrillo de Mendoza y Pimentel, marqués de Gelves y virrey de Nueva España, un mercader trajo desde Filipinas una jovencita indostana que debía estar al servicio personal del virrey. Esta niña, llamada Mirra, fue raptada por piratas portugueses y llevada a Cochín, en el sur de la India. En ese sitio, escapó de sus raptores y se refugió en una misión jesuita, donde fue bautizada con el nombre de Catalina de San Juan. Mirra fue raptada nuevamente por los piratas que la habían sacado de su casa natal, y en Manila la entregaron a quien luego la llevó a la Nueva España. Pero habiendo desembarcado en el puerto de Acapulco, en lugar de entregarla al marqués de Gelves, el mercader la vendió como esclava al comerciante poblano don Miguel de Sosa por diez veces el valor que el virrey había prometido por ella.
Catalina de San Juan, o Mirra, probablemente siguió vistiendo a la manera de su India natal, embozada, con un sari que le cubría el cuerpo completo. Se supone que esta manera de vestir fue la que dio origen al traje de china. Unos pocos años después de su llegada, don Miguel de Sosa murió, dejando en su testamento la orden de manumitir a la esclava. Fue recogida en un convento, donde se dice que comenzó a tener visiones de la Virgen María y el Niño Jesús. Catarina de San Juan murió el 5 de enero de 1688 a la edad de ochenta y dos años. El 24 de enero del mismo año se realizan las honras fúnebres en la iglesia jesuita del Espíritu Santo, situada frente a la casa donde había muerto. En 1689 se publica en Puebla el primer tomo de Los prodigios de la omnipotencia y milagros de la gracia en la vida de la venerable sierva de Dios Catharina de San Joan, la más extensa biografía realizada por su último confesor, el jesuita Alonso Ramos. En Puebla de los Ángeles se le rendía veneración como santa, hasta que en 1691 la Santa Inquisición debió prohibir las devociones populares. En la actualidad, el Templo de la Compañía, en Puebla, es conocido como La Tumba de la China Poblana, puesto que en su sacristía reposan los restos mortales de Catarina de San Juan.

## Historia de la China Poblana
Según la tradición popular, China Poblana era el sobrenombre con el que se conoció a una mujer de origen hindú, cuyo nombre original era Mirra, la cual fue raptada a los ocho años de edad por portugueses, quienes la llevaron como esclava al puerto de Manila y después la trajeron a las tierras de América en un barco pirata, donde la compró un comerciante portugués el capitán Miguel de Sosa y su esposa Margarita de Chávez, para el servicio de su casa. Corría en año de 1619 y Mirra contaba para esa fecha con 17 años.
A la muerte del capitán Sosa, su esposa, Margarita, con el objeto de asegurar el porvenir de Mirra, a quien ya había puesto el nombre de Catalina, le propuso que se casara con un sirviente chino de casta, llamado Domingo Suárez. Catalina se negó para conservar el voto de castidad que hizo con anterioridad; pero finalmente accedió, aconsejada por sus confesores, con la condición de mantener estricta separación de lechos a partir de esa unión se le conoce como China Poblana, pues era la esposa del chino.
A la muerte de su esposo se dedicó por entero a las prácticas religiosas y a la vida contemplativa; dependió de la caridad y se le comenzaron a atribuir milagros, pues según ella, dialogaba con Cristo, con los santos, con los ángeles y con el diablo; sus confesores la llamaban la Visionaria de Puebla.

### Origen de la indumentaria de lachina
Como se señaló previamente, el origen poblano de la vestimenta de la china poblana ha sido puesto en duda en muchas ocasiones. La identificación entre la china —como personaje popular— y su vestuario con la China Poblana histórica —la aludida Catarina de San Juan— es producto de la evolución de la cultura mexicana durante las primeras décadas del siglo XX. De hecho, las chinas quedan bien definidas como un tipo popular en el siglo XIX, poco más de un siglo después de la muerte de Catarina de San Juan. Gauvin Bailey apuntó:

La china poblana del imaginario popular —la de la blusa relucientemente bordada y rebozo— es producto del siglo XIX. Símbolo de la feminidad mexicana, está emparentada con prototipos españoles como la maja, inmortalizada en las pinturas de Murillo y Goya

Durante el siglo XIX —siglo en que la china devino un tipo popular al lado del chinaco y el lépero— varios cronistas y escritores, mexicanos y extranjeros, se plantearon la interrogante sobre el origen del traje de china. Guillermo Prieto señalaba que cuando estuvo en la ciudad de Puebla por unos ocho días, uno de sus empeños era encontrar en cada mujer poblana una china salerosa, con camisa descotada, breve cintura y zagalejo reluciente, tan sólo para concluir que la especie del poblano origen de la china era producto de la fecunda imaginación de los viajeros. Vázquez Mantecón atribuye la propagación de esta hipótesis a Carl Nebel, viajero alemán en cuyo libro Viaje pintoresco y arqueológico sobre la parte más interesante de la República Mexicana (1835) aparecen una poblanas vestidas como chinas. En el mismo siglo XIX, el retrato que de La china hiciera José María Rivera para el libro de costumbres Los mexicanos pintados por sí mismos (1854) apuntaba que a este personaje se lo podía ver en las trajineras de Santa Anita Zacatlamanco —actualmente en Iztacalco (Distrito Federal)— compitiendo en belleza con las sementeras floridas de la campiña del Valle de México.

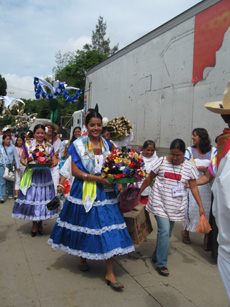
Una china oaxaqueña

Una década antes, Manuel Payno había apuntado que para encontrar a la auténtica china, era necesario hacer la búsqueda en ciudades como Puebla o Guadalajara, aun cuando estaba empeñada en presentar su indumentaria como un traje nacional. Para las primeras décadas del siglo XX, tiempo en que las chinas habían desaparecido como un personaje identificable del pueblo, Nicolás León señalaba que él no encontraba ninguna relación entre la vestimenta de las chinas y la visionaria poblana Catarina de San Juan, desmintiendo la versión arraigada en el imaginario popular desde los últimos años del siglo XIX. Para este autor, la indumentaria en cuestión le parecía influida por aquella que empleaban las manolas españolas, contemporáneas a las chinas mexicanas. Asimismo, demostró que chinas las había no solo en Puebla, sino también en Guadalajara, la Ciudad de México y Oaxaca de Juárez.
María del Carmen Vázquez Mantecón señala que muchos de los elementos que constituyeron la indumentaria de una china fueron comunes en diversas latitudes del mundo y en épocas por demás variadas. En especial, las labores de chaquira y lentejuela en la camisa y el castor de la china —señalados como una de las características más genuinas de la indumentaria de las mujeres de las clases populares urbanas del México decimonónico— eran conocidos en África, Asia, la América precolombina y, desde luego, en Europa. Apunta que es posible que Catarina de San Juan también usara algún tipo de adornos en su vestido oriental, del que no quedó ninguna descripción, pero que en todo caso, parece más probable que la ornamentación del castor y la camisa de la china fueran producto de la influencia de las cortesanas gachupinas o criollas de principios del siglo XIX. Tampoco debe descartarse la posible relación del vestido de china con las indígenas de la época colonial, en especial en lo que refiere al uso de camisas de algodón con escotes bordados de flores y otros primores, los porabajos de puntas enchiladas y las fajas de brocado. Estas prendas persisten aún en la actualidad entre las mujeres de varios pueblos indígenas de México, como las mazahuas.

### Denominación

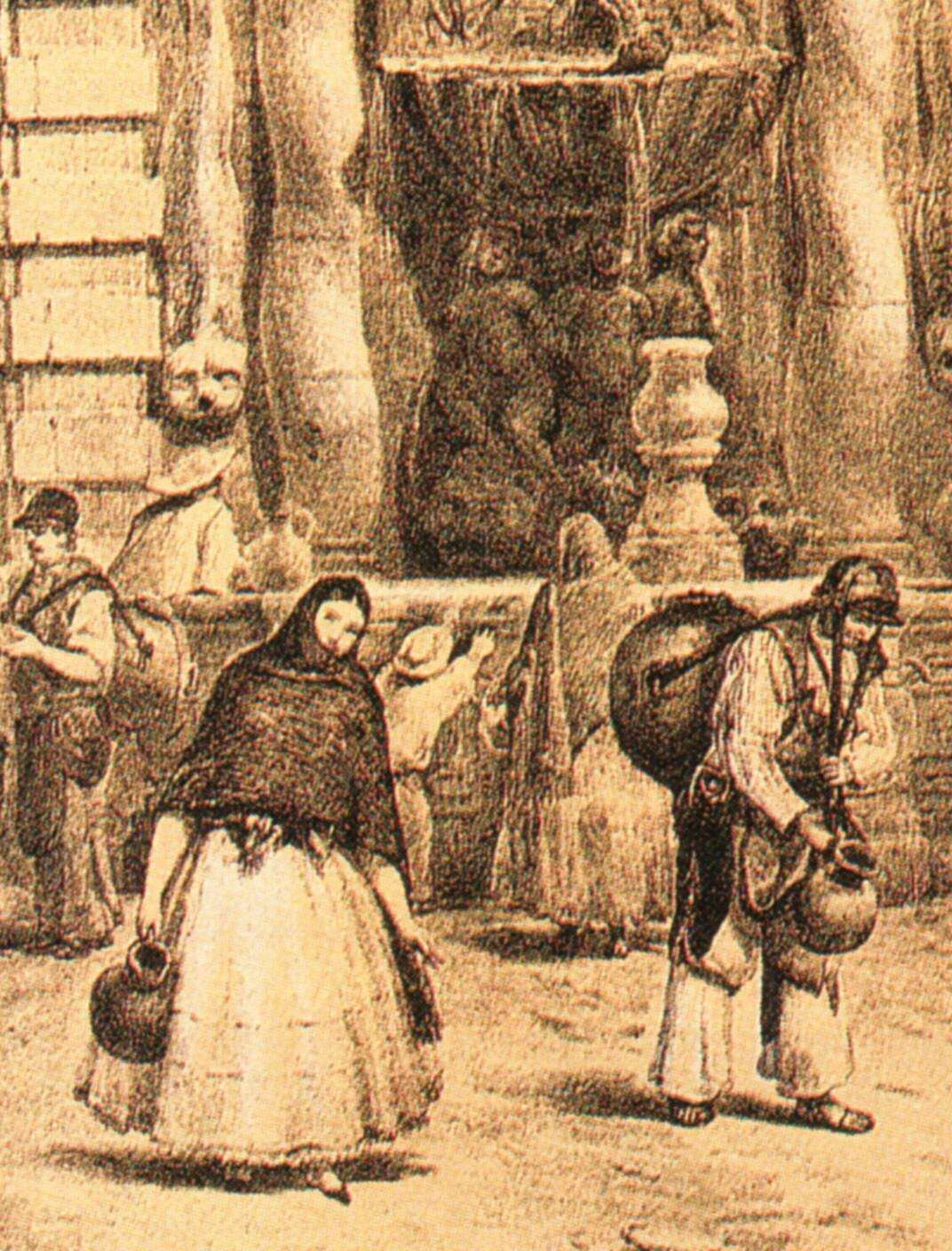
Una probable hipótesis para comprender el origen de término china con la connotación que aquí se expone es aquella que enlaza a ese tipo popular con uno de los estamentos novohispanos más bajos. En la imagen, a la izquierda, una criada ataviada de china acarrea agua de la Fuente del Salto del Agua en la Ciudad de México.

Otro problema que se han planteado los estudiosos sobre el origen de las chinas en México es el problema de su nombre. En aquellas versiones donde la creación del traje es asociada con Catarina de San Juan, existen dos propuestas. Por un lado, se señala que en tanto que la princesa mogola era oriental, esto fue un motivo para que fuera llamada china por los poblanos de su tiempo. En México a los asiáticos se les continúa llamando chinos, en tanto que se considera que el oriental por antonomasia es nativo de China. Esto puede explicarse porque casi todo aquello que llegaba en el Galeón de Manila era calificado de chino por los novohispanos. La segunda hipótesis quiere asociar el apodo con el hecho de que Catarina de San Juan contrajo matrimonio con un esclavo de nombre Domingo Juárez, que pertenecía a la casta de los chinos. Tras el matrimonio, la China Poblana histórica debió de ser llamada por los habitantes de Puebla conforme correspondía a la casta de su marido. Sin embargo, durante la primera mitad del siglo XIX, ninguna mención sobre Catarina de San Juan hacia referencia al supuesto mote de china, menos aún acompañado del gentilicio poblana.
Sin embargo, es probable que la segunda propuesta presentada en el párrafo anterior arroje alguna luz sobre el origen del apodo de la china mexicana. En efecto, en la Nueva España la sociedad estaba organizada por estamentos definidos por una combinación de sangres, donde las posiciones más altas eran ocupados por aquellas personas que supuestamente poseían una mayor proporción de sangre española europea, mientras que un mayor componente de sangre africana colocaba a una persona en los estamentos inferiores. La existencia de las castas es dudosa, ya que si la sangre española ocupaba los puestos altos y clases superiores, esto no explica como había mestizos, ya que para que el mestizaje se realice, se necesita una población blanca numerosa de clase baja, la cual sí existía, y  conformaba la mayoría de la población, en las ciudades y pueblos de blancos de rancho. Los chinos eran aquellos descendientes de lobo y blanca, lobo e india, semi mulato e india y blanca o bien, español y morisca, de entre muchas otras combinaciones. Todas estas combinaciones daban como resultado que un chino poseía tres cuartas partes de sangre blanca y un cuarto de sangre indígena. Según el trabajo de María Concepción García Saiz sobre la iconografía de las castas en el arte novohispano, el vocablo china parecer tener un origen quechua. La autora da al término la connotación de india o mestiza que se dedica al servicio doméstico, mujer de bajo pueblo, y añade que es posible que en esa categoría cayeran las más personas de pelo rizado —que en México se sigue llamando cabello chino—.
Como quiera que haya sido, hay que señalar que chinas las hubo y las hay en otras partes de México e incluso de América Latina. En México, por ejemplo, las chinas oaxaqueñas son las bailarinas del Jarabe del Valle que representa a los Valles Centrales de Oaxaca en la Guelaguetza. La indumentaria de las chinas oaxaqueñas sólo se distingue de aquella de la china poblana en que la falda no está bordada con lentejuelas y chaquiras. En el mismo estado de Puebla, las chinas atlixquenses' (propiamente "chinas atlixqueñas", ya que el uso de este tipo de vestuario es de tiempos anteriores a la introducción de la denominación "atlixquense")' son otros personajes del folclor local que participan en el festival cultural Atlixcáyotl en sus dos partes: el Atlixcayotontli (el segundo domingo de septiembre) y el Huey Atlixcáyotl (el último domingo del mismo mes) de la ciudad de Atlixco. Con el nombre de chinos se llama en general a las clases populares del Perú, y chinas fueron también las mujeres de los gauchos uruguayos y argentinos y los huasos chilenos. En Colombia en la zona central del país y en Bogotá, se le llama chino(s) o chinas(s) a personas jóvenes, o en forma de cariño a una mujer joven y hermosa (chinita linda).

## Indumentaria de lachina
¡Plaza!, que allá va la nata y la espuma de la gente de bronce, la perla de los barrios, el alma de los fandangos, la gloria y ambición de la gente de "sarape y montecristo", la que me subleva y me alarma, y me descoyunta y me...
La china. José María Rivera.

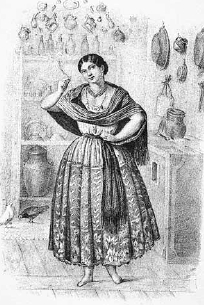
"La china", en una litografía que acompañó el texto del mismo título en el libro costumbrista Los mexicanos pintados por sí mismos.

La indumentaria de la china poblana es atribuida a Catarina de San Juan, aunque es bien cierto que incorpora elementos de las diversas culturas que se mezclaron en la Nueva España durante tres siglos de dominio español.
Según descripciones del siglo XIX, época en que fueron muy populares en varias ciudades del centro y sureste de México; el atuendo de la china estaba compuesto por las siguientes prendas:
- Una blusa blanca, con labores de deshilado y bordado de seda y chaquira con motivos geométricos y florales en colores vivos. La camisa era lo suficientemente escotada para dejar ver una parte de su cuello y de su pecho,[17] lo cual no dejaba de escandalizar a las damas de buen tono de la sociedad decimonónica mexicana.
- Una falda llamada castor, que tomó su nombre de la tela con que era hecha. Según algunas opiniones, el castor era empleado por las patronas de las casas ricas para la confección de las enaguas de sus criadas indígenas.[18] El castor era trabajado con lentejuelas y camarones que formaban dibujos geométricos y florales.[19] Los grupos de danza folclórica han popularizado una versión que lleva bordado en lentejuelas, chaquiras y canutillos el Escudo Nacional de México.
- Unos porabajos blancos, con las puntas enchiladas,[20] es decir, con el borde inferior orlado por un encaje de motivos zigzagueantes. Los porabajos de una china poblana asomaban bajo su castor, y debían servir como una especie de trampa de luz para que el cuerpo de la mujer ataviada de china no se adivinara a contraluz.
- Una banda que servía para sujetar el castor y los porabajos a la cintura de la mujer que lo portaba. La banda podía o no estar trabajada con labores de bordado, o bien, ser tejida en técnica de brocado.
- Un rebozo, que lo mismo podía ser de seda cuando más fino o de bolita, en el mayor de los casos. El rebozo es una prenda muy común en México, aun en la actualidad. Lo usan las mujeres para cubrirse del frío, pero también era empleado para cargar bebés o cualquier otra cosa cuyo tamaño y peso hicieran difícil llevarlo entre las manos. El rebozo de bolita, que era el más comúnmente empleado por las chinas, era tejido con hilos de color azul y blanco, y tuvo como cuna el poblado otomí de Santa María del Río (San Luis Potosí).[21]
- En algunas ocasiones, la china solía llevar una mascada de seda que mal le cubría lo que el escote de la camisa dejaba asomar. De estas mascadas, José María Rivera escribió que esas regularmente vienen a casa los domingos para volver los lunes o martes al empeño.[22]
- Como calzado, Manuel Payno señalaba que a pesar de sus carencias financieras, una china no dejaba de usar zapatos de raso bordados con hilos de seda.[23] Este tipo de calzado aparece en algunos textos mexicanos del siglo XIX como un indicador de que quien los portaba era una mujer alegre.[24] Además, la china complementaba el atuendo con abalorios y joyas que adornaban sus orejas, el pecho descubierto y las manos.[25]

## Representaciones culturales de lachina
—Eso sí que no; yo soy la tierra que todos pisan, pero no sé hacer capirotadas.
La china. José María Rivera.

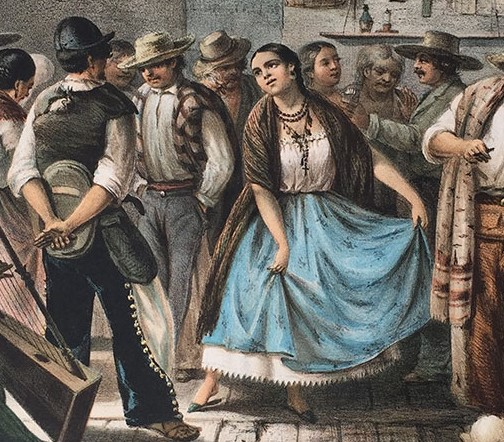
Un fandango mexicano del. En la imagen se aprecia a una china bailando con sus atavíos característicos, al son de un arpa.

Todo estereotipo es un personaje cargado de fuertes tintes que indican que una persona que pertenece a determinada clase, debe sostener un comportamiento definido. La china no es la excepción. Como lo han observado algunos autores para las mujeres mexicanas en general, en la cultura mexicana no hay lugar para una mujer que no sea una santa o una prostituta. Pero en el caso de las chinas, es necesario señalar que su fama oscilaba entre un valor positivo y otro negativo, y en algunos casos, era la encarnación de la buena y la mala mujer, dependiendo de aquel que se expresara de ella.
Si en algo coinciden la mayoría de las descripciones hechas de ellas en el siglo XIX es en que se trataba de mujeres muy hermosas, cuyos vestidos resultaban demasiado atrevidos para la época. Se puede entender que por belleza, el público masculino de las chinas entendía su tez morena, su cuerpo y cara que eran llenitos, pero no demasiado gordos, pero sobre todo que, a diferencia de las mujeres de estratos superiores de la población como las currutacas o las coquetas, las chinas rara vez hacían uso de artificios para resaltar su belleza. Rivera señalaba que si una china hubiese visto un corsé, habría pensado que fue uno de los artefactos que sirvió para dar tormento a Santa Úrsula y las Once Mil Vírgenes; y que su cara no era ningún género de la confitería francesa, en alusión a las bellezas del buen tono a quienes habría que lavarles la cara para ver si no se desteñían:

[...] no conoce el corsé; si lo viera, desde luego pensaría que semejante aparato fue uno de los instrumentos que sirvieron para el martirio de Santa Úrsula y sus once mil compañeras [...] y está tan a oscuras en eso de cascarillas, colorete y vinagres radicales, que si se hallara tales chucherías entre sus limpios peines y adornadas escobetas, creería sin duda que aquello era para pintar las ollas del tinajero, pues, como dijo el otro, el novio de la china no tiene necesidad de lavar antes a la novia, como a las indianas, para ver si se destiñe, prueba a que deberían estar sujetas algunas hermosuras del buen tono.

En ese sentido, el vestuario de la china era considerado como demasiado provocativo. Constantemente, cronistas mexicanos y extranjeros que conocieron a estos personajes en la primera mitad del siglo XIX llaman la atención a la forma en que la indumentaria de las mujeres del pueblo resaltaban sus formas femeninas, o eran un adecuado marco para todas las gracias que se atribuían a estas mujeres. Se las retrató como excelentes bailarinas de jarabes populares de aquellos años —como El Atole, El Agualulco, El Palomo y otros que forman parte de los jarabes folclóricos del siglo XX—, también como un dechado de limpieza y orden; de fidelidad por su hombre aunque bastante liberales en cuestiones del ejercicio de su sexualidad.

## Lachinacomo estereotipo delo mexicano

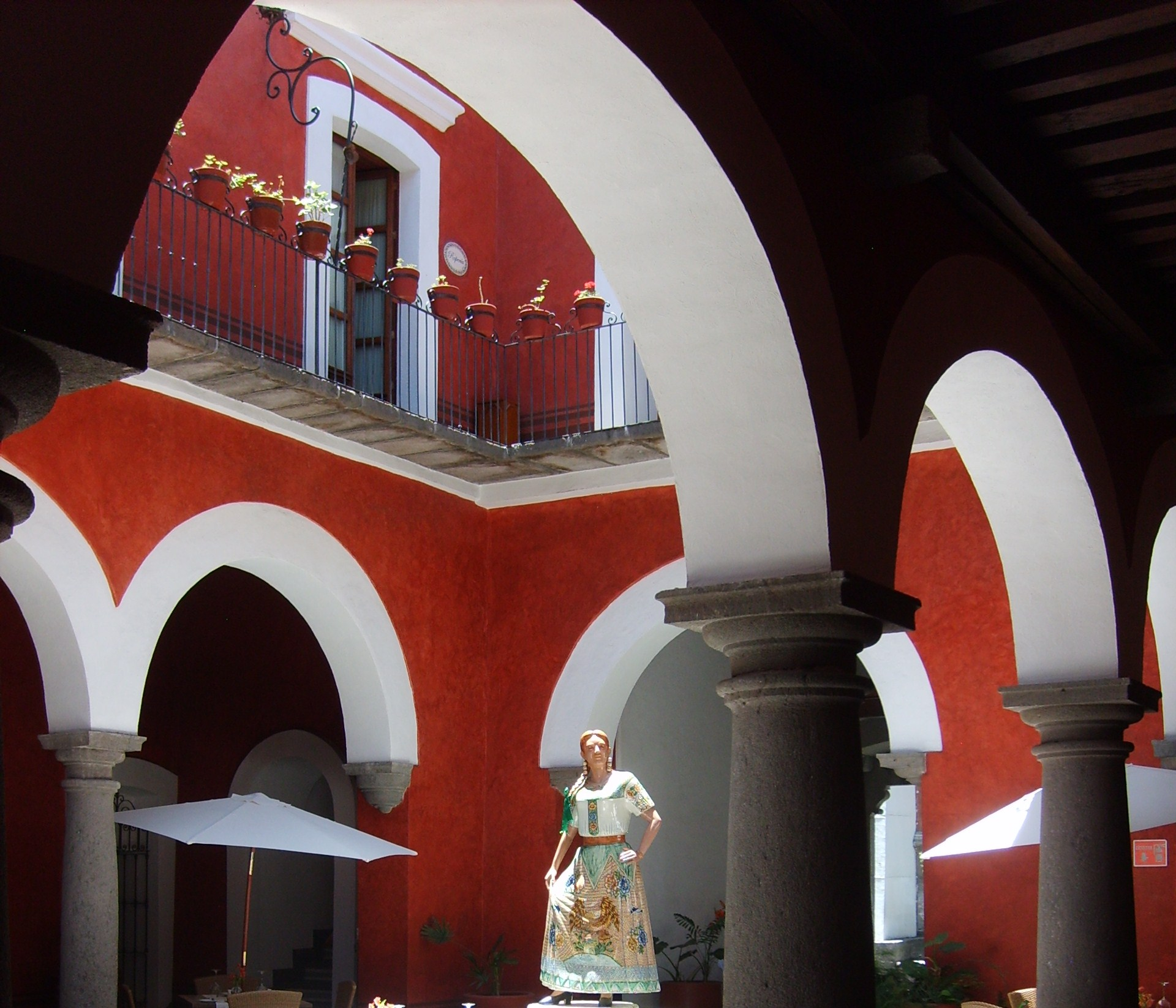
La casa de la China Poblana donde murió Catarina de San Juan a un costado del Templo de la Compañía. Una figura de la China Poblana decora el patio del inmueble dedicado a ofrecer comida típica de Puebla.

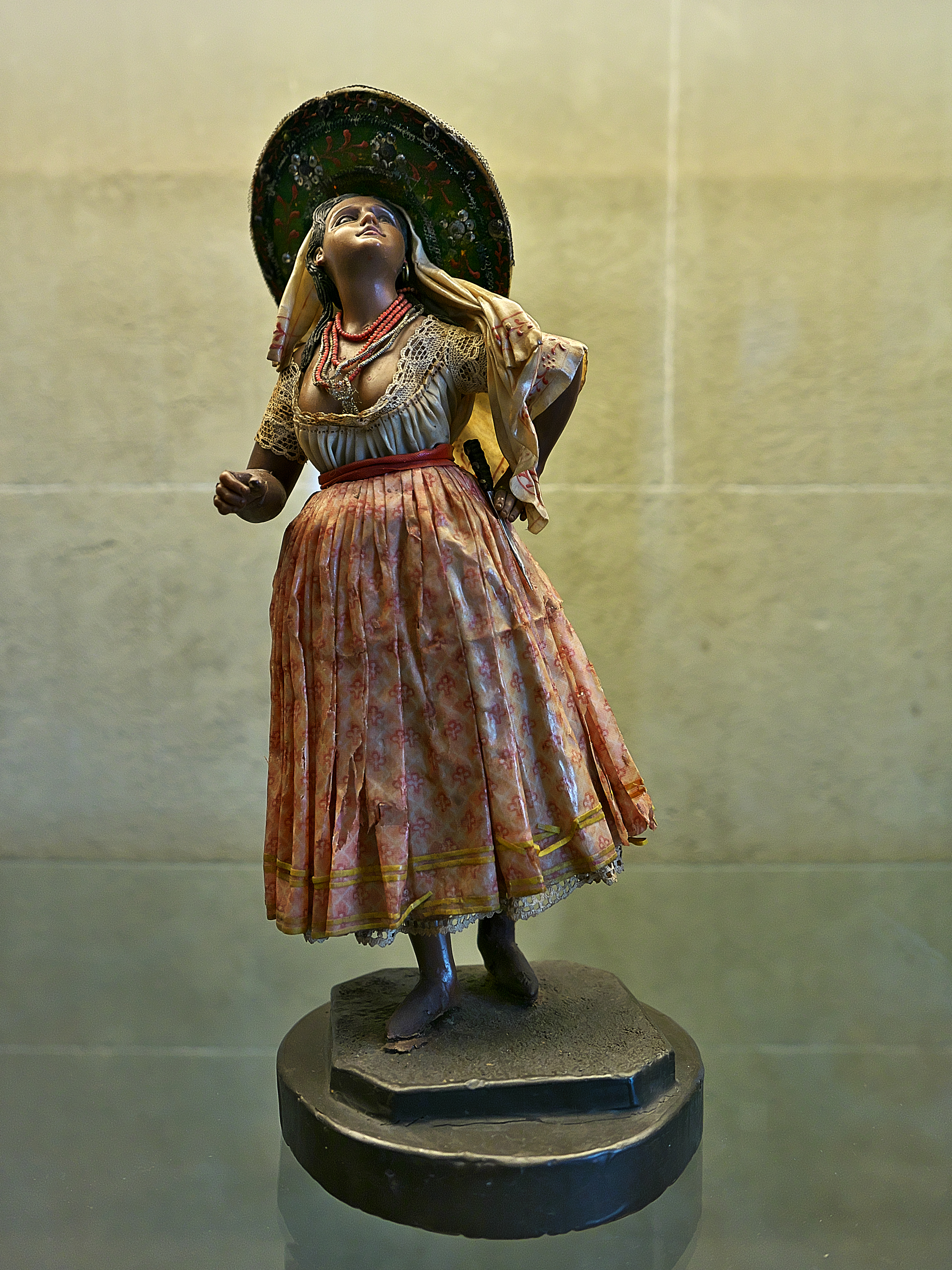
Figura de cera modelada. Colección Duque de Montpensier (Sevilla).

Los cronistas de la llamada época de esplendor de las chinas advertían que se trataba de una de las múltiples identidades que las mexicanas de la primera mitad del siglo XIX podían adquirir. En general, la china era un personaje de las ciudades mexicanas, a quienes los cronistas de la época y los investigadores posteriores han atribuido una cierta liberalidad en el ejercicio de su sexualidad, en un tiempo en que, en el imaginario social del México decimonónico, lo sexual estaba confinado al matrimonio —valorado positivamente— y a la prostitución —con valencia negativa—. Sin embargo, a partir de la segunda mitad del siglo XIX, comenzaron a desaparecer, como ya lo había advertido José María Rivera en 1854. Este autor escribió que la china iba desapareciendo como desaparecían en las damas pretenciosas la buena fe y otras cosillas, para continuar lamentándose de la manera siguiente:

La legítima china de castor con lentejuela, rebozo amantelado, zapatos de seda con mancuerna de oro y por abajos blanquísimos como la nieve [...] ¡ay!, la china, en fin, esa linda hija del pueblo, de bondadosa índole y corazón excelente, ¡dentro de pocos años será un tipo que pertenecerá a la historia!

En ese mismo 1854, el francés Ernest de Vigneaux describió el mismo fenómeno de desaparición del vestuario de las chinas mexicanas, que fue atribuido en 1873 al cierre de los talleres que producían el castor y otros aditamentos necesarios para la indumentaria de las chinas. Finalmente, Joaquín García Icazbalceta señalaba en 1899 que para ese año, tanto el traje y los modales que las distinguían habían desaparecido. Pero a pesar del nada promisorio futuro que les prometía Rivera y de la fe de defunción emitida por García Icazbalceta, la china pasó al siglo XX convertida en arquetipo de la feminidad mexicana. El tránsito hacia el siglo XX se dio acompañado del enlazamiento entre la china del pueblo y la leyenda de Catarina de San Juan, a quien en definitiva se atribuyó la maternidad del susodicho traje nacional.
Fue especialmente entre las décadas de 1920 a 1940 cuando la china —ya convertida en china poblana— adquirió carta de reconocimiento como un estereotipo de lo mexicano, justo en un período en que los gobiernos nacionalistas emanados de la Revolución mexicana se empeñaban en legitimarse en el poder mediante el manejo político de los símbolos de la cultura popular. Uno de los primeros momentos en que la china poblana pasó a formar parte de la imagen de la mexicanidad fue en 1919, cuando la bailarina clásica Ana Pavlova ejecutó el Jarabe Tapatío con la indumentaria de China. Poco a poco, en el teatro, en la música, el cine y otras manifestaciones culturales fuertemente inclinadas a las posiciones oficialistas, la china poblana se tornó la inseparable compañera del charro —el estereotipo de la masculinidad mexicana—, aun cuando en el tiempo estuviesen separados por casi medio siglo de diferencia.
Pero fue a partir de la década de 1930 cuando la intervención estatal en las políticas educativas y culturales en México favoreció la reproducción y apropiación de los estereotipos de una mexicanidad simplificada. Tanto en las activas campañas de alfabetización como en la oferta cultural incipiente de aquellos años, la china poblana y el charro —y no el chinaco, que era el verdadero compañero contemporáneo de la primera, con la que compartía, además, su condición de hombre del pueblo bajo; paradójicamente, el charro representa a la clase hacendada contra la que se hizo la Revolución— fueron apareciendo cada vez más como expresión de la mexicanidad.

Los regímenes posrevolucionarios no sólo habían patrocinado la mayoría de las actividades que pretendían estrechar la relación entre las expresiones artísticas de las élites y las de las mayorías, sino que se habían favorecido políticamente de tal unión, restándole autenticidad y mostrando ciertas convenciones que cada vez sabían más a demagogia. El resultado fue el impulso de ciertos estereotipos nacionales como el charro, la china poblana, el indito o el pelado con el fin de reducir a una dimensión más o menos gobernable, o si se quiere entendible, a esa multiplicidad que saltaba a la vista al momento de enunciar cualquier asunto relacionado con ese indefinible "pueblo mexicano". A pesar del variadísimo mosaico que presentaban las manifestaciones culturales regionales tanto indígenas como mestizas, la tendencia de las políticas oficiales así como de las corrientes artísticas más relevantes era la aplicación de estos estereotipos. La asociación entre México y los charros, entre México y sus chinas poblanas, y entre México y su 'jarabe tapatío' terminó triunfando a la larga, convirtiendo estas representaciones en elementos muy arraigados en la identidad popular.

Cantantes de aquellos años como Lucha Reyes o actrices como María Félix aparecieron ataviadas de chinas poblanas en los teatros o el cine, alimentando la históricamente errónea relación entre el charro y la china, y entre ésta y Catarina de San Juan. En 1943 María Félix encarnaba a Madame Calderón de la Barca en una cinta llamada La China Poblana, de la cual lo único que se conoce de ella es una parte del argumento. En la cinta, la Marquesa Calderón de la Barca decide asistir a una cena oficial ataviada de poblana, aun cuando las mujeres así vestidas tenían mala reputación en la sociedad mexicana de aquellos años. Según el argumento de la película, lo que convenció a la marquesa de usar el traje de poblana fue la leyenda de Catarina de San Juan, que así vestía, vivió un tórrido romance y luego murió en olor de santidad.
El éxito y la permanencia de la china poblana como uno de los símbolos de la identidad popular mexicana ha sido asociado, pues, con la manipulación que de su imagen ha hecho el Estado mexicano. Hay quienes son de la opinión que esto ha sido positivo, en tanto que aun siendo un estereotipo, sigue poseyendo una fuerte carga simbólica en la cultura popular. Sin embargo, hay otros que se muestran más críticos, como Pérez Monfort, quien dice que al estereotipar la mexicanidad, el Estado cerró los ojos a la gran diversidad cultural del país. Igualmente, Crespo apunta que el manejo político de los estereotipos de la mexicanidad ha contribuido a la reproducción del sistema social y sus desigualdades.